# Barbadische Badmintonmeisterschaft 2017
Die Barbadische Badmintonmeisterschaft 2017 fand vom 21. bis zum 24. Juni 2017 in Christ Church statt.

## Medaillengewinner
| Disziplin    | Gold                              | Silber                                  | Bronze                                        |
| ------------ | --------------------------------- | --------------------------------------- | --------------------------------------------- |
| Herreneinzel | Cory Fanus                        | Shae Michael Martin                     | Damien Ricardo Howell                         |
| Herreneinzel | Cory Fanus                        | Shae Michael Martin                     | Kevin Wood                                    |
| Dameneinzel  | Tamisha Williams                  | Monyata Amanda Riviera                  | Sabrina Scott                                 |
| Dameneinzel  | Tamisha Williams                  | Monyata Amanda Riviera                  | Krystal Clarke                                |
| Herrendoppel | Cory Fanus Dakeil Thorpe          | Andrew Clarke Kevin Wood                | Shae Michael Martin Andre Padmore             |
| Herrendoppel | Cory Fanus Dakeil Thorpe          | Andrew Clarke Kevin Wood                | Jehu Hanan Gaskin Damien Ricardo Howell       |
| Damendoppel  | Shari Latoya Hope Sabrina Scott   | Monyata Amanda Riviera Tamisha Williams | Anne-Marie Patricia Goddard Alyssa Jodi White |
| Mixed        | Cory Fanus Monyata Amanda Riviera | Shae Michael Martin Sabrina Scott       | Dakeil Thorpe Tamisha Williams                |
| Mixed        | Cory Fanus Monyata Amanda Riviera | Shae Michael Martin Sabrina Scott       | Kodie King Cheyanna Makaila Burnett           |